# Sergio Barletta
Sergio Barletta (Bologna, 20 novembre 1934) è un fumettista e illustratore italiano.

## Biografia
Fa il suo esordio giovanissimo per l'inserto del sabato della Gazzetta del Popolo Fuorisacco, e negli stessi anni collabora con svariate riviste in veste di illustratore.
Nel 1968 crea per Rinascita la striscia a fumetti Mr. Manager, ma in seguito al rifiuto della rivista di pubblicarlo in quanto troppo politicizzato la striscia approda sulle riviste Ca Balà ed Eureka, a cui contribuisce pure con tavole autoconclusive. Successivamente collabora come vignettista satirico con riviste italiane ed europee. Per il suo stile irriverente e impietoso è stato paragonato a Jules Feiffer.
A partire dal 1967 ha pubblicato alcuni libri umoristici. Fin dal 1960 è stato anche art director di svariate pubblicazioni e dal 1965 è attivo come pittore.
Nel 1976 per le edizioni Edizioni Ottaviano pubblica D.C. Dobbiamo Continuare, pamphlet monotematico sulla Democrazia Cristiana che aggiungeva alla linea dell'editore, i cui contenuti erano caratterizzati da una produzione particolarmente impegnata riguardo ai contenuti politici, l'aspetto più propriamente satirico, che Barletta già esercitava in Ca Balà nelle pagine interne e, nel numero 26 del maggio 1973, in copertina. Ottaviano nel 1977, nella stessa collana L'altro segno, pubblica un'antologia di Ca Balà con i suoi disegnatori tra i quali Sergio Barletta.

## Collaborazioni internazionali
Sergio Barletta ha collaborato in Francia e in Germania con alcune delle riviste più in vista nel campo del disegno umoristico e satirico, come il giornale francese Hara-Kiri, che esce dal 1960 al 1984 e dalle cui ceneri nascerà poi Charlie Hebdo, e  la rivista satirica tedesca Pardon (1962-1982), simile nello stile e nei contenuti alle altre esperienze coeve in campo grafico umoristico. In Italia intanto, quando il successo del Male fece della satira un fenomeno di costume, ritroviamo Barletta tra i primi collaboratori del settimanale.